# Frantxia Haltzuet
Frantxia Haltzuet (Bera, 29 de agosto de 1908 - Campo de concentración de Ravensbrück, 12 de abril de 1945), conocida también también con el nombre de Françoise Usandizaga, fue una luchadora de la resistencia vasca en la guerra civil española y en la Segunda Guerra Mundial, que fue deportada al campo nazi de Ravensbrück, en el que murió.

## Biografía
Dentro de la resistencia de la Segunda Guerra Mundial, Haltzuet colaboró con la Red Cometa, que fue la mayor de varias redes de huida que se organizaron en la Europa ocupada. En tres años, la Red Cometa asistió a 776 personas, fundamentalmente británicas y estadounidenses, a escapar a España o a evitar su captura en Francia y Bélgica. Haltzuet (casada con Philippe Usandizaga, que había muerto en 1939) tenía un caserío, Bidegain-Berri, en el que vivía con sus tres hijos, y un refugiado de Hernani, Juan Manuel Larburu.
Es una de las heroínas que apoyó la evasión de los miembros de la resistencia, especialmente durante la Segunda Guerra Mundial, y en Urruña (Pirineo francés). Detenida tras una denuncia el 15 de enero de 1943, fue deportada al Campo de concentración de Ravensbrück, un mes más tarde fue enviada al campo de Neubrandenburg donde las presas de Ravensbrück trabajaban en Mechanische Werkstätten Neubrandenburg GmbH alquiladas por las SS para producción de aviones en condiciones de semiesclavitud, donde murió el 12 de abril de 1945.

## Reconocimientos

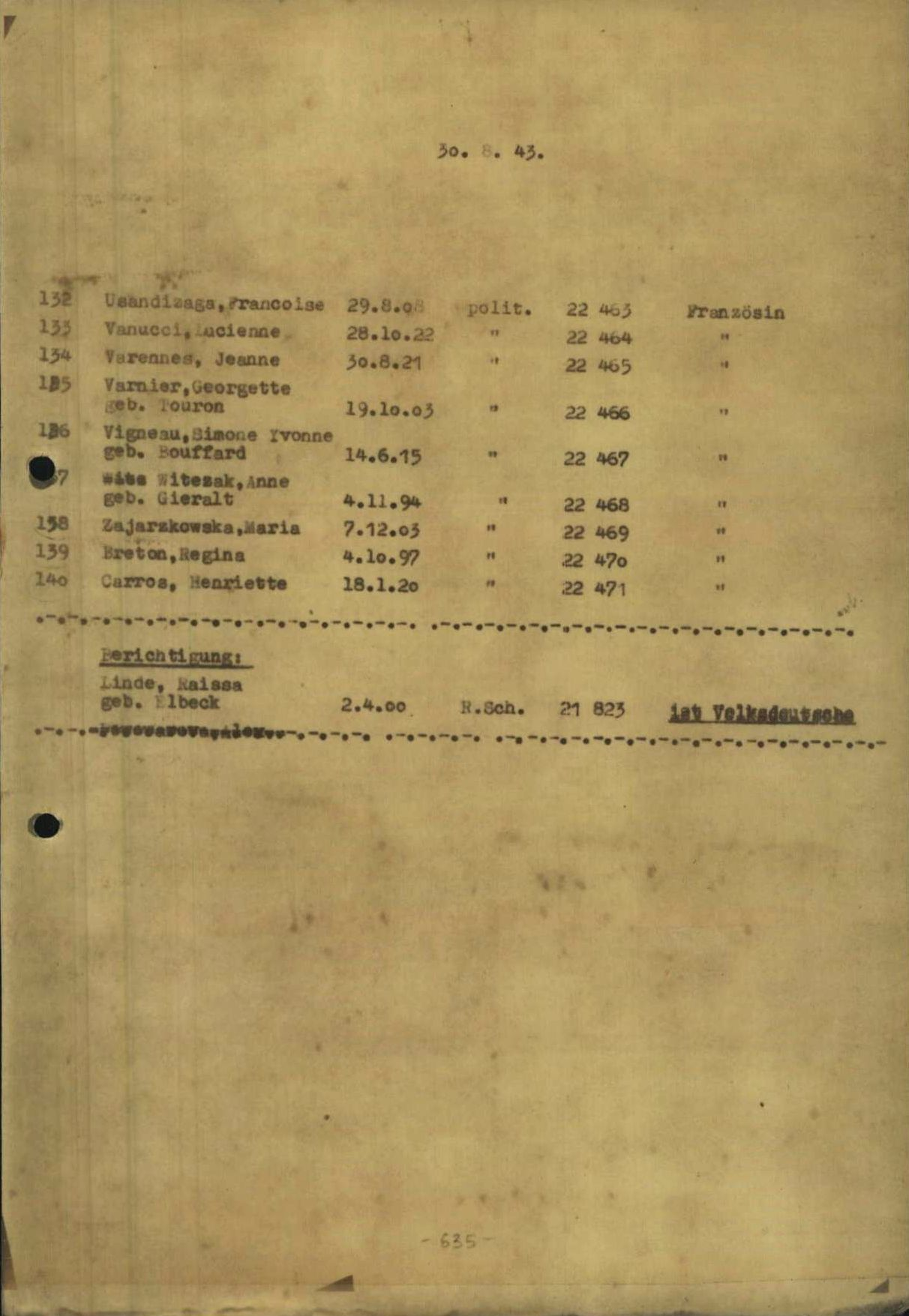
Frantxia Haltzuet, llamada Françoise Usandizaga en Ravensbrück (Archivos Arolsen).

Haltzuet cuenta con un reconocimiento en el “Monument aux Mors (Monumento a los Caídos) de la ciudad francesa de Urruña, donde en 2005 se depositaron dos globos en su recuerdo.
El centro de documentación de los Archivos Arolsen, conserva asimismo su memoria a través de la documentación, información e investigación que se ha llevado a cabo sobre la persecución nacionalsocialista, los trabajos forzados y el Holocausto. El centro está ubicado en Bad Arolsen en Alemania.